# بالاوان (جزيرة)
بالاوان (بالإنجليزية: Palawan) هي أكبر جزيرة في مقاطعة بالاوان في الفلبين وخامس أكبر جزيرة في البلاد. يقع الساحل الشمالي الغربي للجزيرة على طول بحر الصين الجنوبي ، بينما يشكل الساحل الجنوبي الشرقي جزءًا من الحد الشمالي لبحر سولو .  لا يزال جزء كبير من الجزيرة تقليديًا ويعتبره البعض بحاجة إلى تطوير.
تجذب وفرة الحياة البرية وجبال الأدغال وبعض الشواطئ الرملية البيضاء الكثير من السائحين وكذلك الشركات العالمية التي تبحث عن فرص للتطوير. 